# Nuovo cinema tedesco
Nuovo cinema tedesco (Neuer Deutscher Film o Junger Deutscher Film, abbreviato in JDF) è un movimento cinematografico sviluppatosi in Germania tra gli anni sessanta e gli anni ottanta che ha coinvolto una generazione di giovani registi.

## Storia
La nascita di questo movimento è convenzionalmente fissata al 28 febbraio 1962, quando un gruppo di giovani cineasti, riuniti a Oberhausen in occasione dell'annuale rassegna cinematografica nota come Internationale Kurzfilmtage, pubblicarono una dichiarazione che poi venne definita Manifesto di Oberhausen. Questo manifesto, firmato da ventisei registi, denunciava una situazione di crisi del cinema tedesco, ancora fermo a modelli ormai desueti, con una conseguente crisi delle risorse finanziarie e dell'afflusso di pubblico nelle sale; al contempo auspicava la nascita di un nuovo cinema libero da condizionamenti commerciali, culturali ed estetici, di cui i firmatari si dichiaravano pronti a prendersi carico dei rischi economici.
In un primo tempo l'appello rimase inascoltato e lo stato si limitò a concedere premi in denaro ad alcuni soggetti, la maggior parte dei quali non venne realizzata. La situazione cambiò nel 1965 con la fondazione, da parte del Ministero dell'Interno tedesco, di un Consiglio del giovane cinema tedesco (Kuratorium Junger Deutscher Film) con uno stanziamento di cinque milioni di marchi, destinati a finanziare le opere di giovani esordienti, purché provvisti di un soggetto, di un produttore e di un piano di lavorazione. I finanziamenti venivano concessi a titolo di prestito senza interessi e potevano arrivare fino a trecentomila marchi per progetto. Il Kuratorium si riservava una percentuale sugli utili, che doveva servire a finanziare ulteriori progetti.
Nel 1968 entrò in vigore una legge che prevedeva su ogni biglietto venduto un prelievo di 10 centesimi, che in parte servivano a finanziare l'ammodernamento delle sale, in parte a premiare quei produttori i cui film riuscivano a incassare più di 500.000 marchi in due anni di sfruttamento. Poiché l'80% delle sale dell'allora Repubblica Federale era di proprietà delle major statunitensi, questa legge finì per premiare nuovamente il cinema commerciale, dato che i piccoli produttori avevano minori opportunità di fare circolare i film indipendenti.
Per risolvere quindi i problemi della scarsa distribuzione, nel 1970 tredici giovani registi diedero vita a una rete distributiva indipendente denominata «Filmverlag der Autoren» che, pur facilitando la circolazione delle opere, era comunque ben lontana dalla capacità di penetrazione dei film statunitensi. Di qui scaturì la necessità di una collaborazione con la televisione, che si impegnava a finanziare i film dei giovani cineasti in cambio dei diritti di trasmissione. Nel 1974 fu formalizzato un accordo che prevedeva il finanziamento di nuovi film da parte delle reti televisive tedesche, sotto forma di coproduzione, per una somma complessiva di 44 milioni di marchi nell'arco di cinque anni.

## I protagonisti
I promotori di questa tendenza furono Werner Herzog, Rainer Werner Fassbinder, Margarethe von Trotta, Alexander Kluge, Hans-Jürgen Syberberg, Volker Schlöndorff, Edgar Reitz e Wim Wenders. Costoro, influenzati dallo stile del Neorealismo Italiano e della Nouvelle Vague francese, produssero inizialmente film a basso costo che li resero popolari negli ambienti culturali europei e li fecero in seguito approdare a più sostanziose e costose produzioni, sempre di profonda caratura intellettuale.

## Le opere
Fino al 1966 la vita del nuovo cinema tedesco è caratterizzata da feroci polemiche in patria, dove la critica ufficiale si schiera contro i firmatari di Oberhausen, contrapposta alle vive attese della cultura internazionale e alla disponibilità offerta dai festival cinematografici, primi fra tutti Cannes e Venezia, a ospitare nelle rassegne i film dei giovani cineasti tedeschi. In questo clima di incoraggiamento a Cannes viene assegnata una menzione d'onore a Das Brot der frühen Jahre nel 1962. Il 1966 è l'anno dei primi successi: I turbamenti del giovane Törless, tratto da Volker Schlöndorff dall'omonimo romanzo di Robert Musil, si afferma alla rassegna di Cannes, mentre La ragazza senza storia conquista il Gran Premio della giuria a Venezia.
La seconda metà degli anni sessanta è caratterizzata dall'aspra battaglia fra i giovani registi e le forze della tradizione, appoggiate dal parlamento. Di questi anni sono Cronaca di Anna Magdalena Bach di Jean-Marie Straub e Danièle Huillet, Artisti sotto la tenda del circo: perplessi di Alexander Kluge, che nel 1968 vince l'ultima mostra del cinema di Venezia a carattere competitivo, prima della lunga serie di rassegne senza leone d'oro degli anni settanta. Da questo momento cominciano a emergere nuove figure di autori, esordiscono Werner Schroeter, Werner Herzog, Wim Wenders e Rainer Werner Fassbinder, che decidono insieme ad altri cineasti di darsi una stabilità produttiva e distributiva fondando la Filmverlag der Autoren.
L'impegno politico e la stagione degli anni di piombo si riflettono nelle opere degli anni settanta, tra cui Le occupazioni occasionali di una schiava, La paura mangia l'anima, Falso movimento, Il caso Katharina Blum e Germania in autunno. Alla fine degli anni settanta arriva anche il successo commerciale e la grande notorietà internazionale per i registi della giovane generazione, con film quali Nel corso del tempo, Nel regno di Napoli, Nosferatu, il principe della notte e Il matrimonio di Maria Braun.